# Yevguenia Bosh
Yevguenia Bosh (en ucraniano: Євге́нія Богда́нівна (Гóтлібівна) Бош; en ruso: Евге́ния Богда́новна (Го́тлибовна) Бош) (Adzhigiol cerca de Ochákiv, Ucrania, Imperio Ruso, 22 de agostojul./ 3 de septiembre de 1879greg.-Moscú, Unión Soviética, 5 de enero de 1925) fue una política comunista ucraniana, activista bolchevique y miembro del Gobierno soviético en Ucrania durante el periodo revolucionario a principios del siglo XX. 
A Bosch se le considera la primera mujer moderna líder de un gobierno nacional,  habiendo sido Ministra del Interior y Líder interina del gobierno soviético provisional de Ucrania en 1917. Por esa razón también se la considera a veces la primera Primera ministra de la Ucrania independiente.  

## Biografía
Oficialmente, Bosch nació el 3 de septiembre de 1879 en el pueblo de Adjigiol cerca de Ochakiv, en la Gobernación de Jersón del Imperio Ruso, pero algunas fuentes contienen otra información: la aldea de Adjigol, en el uyezd de Odesa, en la misma gubernia.Bosh nació en el seno de una familia de colonos alemanes. Su padre fue el mecánico y terrateniente Gotlieb Meisch y su madre la noble besarabia María Krusser. Yevguenia Bosh fue la quinta y última hija de la familia. Poco después de la muerte de Gotlieb Meisch, Maria Krusser se casó con el hermano de su marido, Theodore Meisch.
Durante tres años, Yevgenia asistió al Gimnasio Femenino de Voznesensk, tras lo cual, debido a un problema de salud, trabajó para su padrastro como secretaria. Estando atrapada en casa de sus padres, Yevgenia buscó los medios para marcharse. Su hermano mayor, Oleksiy, la puso en contacto con su amigo Peter Bosch, propietario de una pequeña tienda local de carros. A los 16 años se casó con Bosch y posteriormente tuvo dos hijas.

## Trayectoria política
En 1901, a los veintidós años, se convirtió en miembro del Partido Obrero Socialdemócrata de Rusia (POSDR) y tras el II Congreso, formó parte de los bolcheviques. Intentó formarse de forma autodidacta mientras criaba a sus dos hijas. 
En 1907, se divorció de su marido y se trasladó a Kiev donde vivió en la calle Velyka Pidvalna, 25 (actualmente calle Yarosláviv Val). En Kiev, estableció contacto con la facción bolchevique local y, junto con su hermanastra menor, Elena Rozmiróvich (futura esposa de Nikolai Krylenko, chekista), llevó a cabo actividades revolucionarias clandestinas. Gran parte del grupo de Kiev fue detenido y exiliado en 1910, pero Bosch permaneció en Kiev y encontró un amante y compañero revolucionario en Georgy Pyatakov. Bosch fue jefe del Comité de Kiev del Partido Obrero Socialdemócrata Ruso (RSDRP). Bosch y Pyatakov dirigieron el comité de Kiev hasta su detención y exilio a la Gobernación de Irkutsk, Siberia en 1912. Durante su encarcelamiento, enfermó de tuberculosis. 
Junto con Pyatakov, Bosch logró escapar del vólost de Kachuga (distrito de Alto Lena, Gobernación de Irkutsk), primero a Vladivostok y luego, tras una breve estancia en Japón, a los Estados Unidos.
Después, Bosch y Pyatakov se dirigieron a Suiza, donde actuaba un grupo de revolucionarios emigrados. Bosch aceptó la invitación de Lenin y asistió a la conferencia de revolucionarios rusos en Berna en 1915 (la conferencia de Berna). Al principio se opuso al deseo de Lenin de impulsar al proletariado hacia la revolución. Todavía en Suiza, junto con Georgy Pyatakov crearon el llamado grupo de Baugy (Baugy es un suburbio de Lausana), que incluía a Nikolai Bukharin, Nikolai Krylenko y otros, y se opuso a Lenin en lo referente al factor de las nacionalidades. Su periódico Voz socialdemócrata sostenía:

Creemos que el desarrollo de las fuerzas productivas y el poder social del proletariado no han alcanzado el nivel en el que la clase obrera podría llevar a cabo la revolución socialista.

Después vivió algún tiempo con Pyatakov en Estocolmo, Suecia, y en Oslo, Noruega (entonces llamada Christiania).
Tras la Revolución de Febrero, Bosch y Pyatakov fueron de los primeros emigrantes bolcheviques en regresar a Petrogrado. Poco después se trasladó a Kiev, donde fue elegida presidenta del comité del partido para la región suroeste. Luego regresó a lo que entonces era la República Rusa, con el objetivo inicial de organizar una oposición a Lenin. Tras la conferencia de abril del RSDLP, Bosch llegó a cambiar su posición, adhiriéndose a las ideas de Lenin. Su reconciliación con Lenin le costó el matrimonio. Fue elegida presidenta de un comité del partido en un ókrug (distrito) y después en un óblast, en la gobernación de Kiev.  

## Declaración de la Ucrania soviética
Bosch contribuyó decisivamente a la celebración del Primer Congreso de los Soviets de toda Ucrania (11-12 de diciembre de 1917, Járkov). En este Congreso se proclamó que la República Popular Ucraniana era una república soviética y también se declaró su pertenencia a una federación con la Rusia soviética. Fue elegida miembro de la Secretaría del Pueblo de la Gobierno bolchevique de Ucrania.
El Congreso también denunció el Consejo Central de Ucrania, también conocido como Rada Central, así como sus leyes e instrucciones. Los decretos del Consejo de Comisarios del Pueblo de Petrogrado se extendieron a Ucrania y se declaró una alianza oficial con el Ejército Rojo ruso.
Bosch se convirtió en Ministra del Interior cuando los bolcheviques tomaron el control del gobierno en enero de 1918. Como primera ministra del Interior y jefa de la Policía Secreta de la Ucrania soviética, Evgenia Bosch era efectivamente la jefa del gobierno, responsable de hacerse cargo directamente de la lucha soviética contra la contrarrevolución de los empresarios burgueses y los terratenientes.

## Oposición al Tratado de Brest-Litovsk
En marzo, Bosch se indignó cuando los soviéticos firmaron con Alemania el Tratado de Brest-Litovsk, que otorgaba a Alemania el control de territorios en Ucrania occidental. Dimitió de su cargo en el Gobierno en señal de protesta y organizó batallones de trabajadores para resistir el avance del ejército alemán a través de Ucrania. Se alistó, junto con Pyatakov y su hija María, en las fuerzas del Ejército Rojo dirigidas por Vladimir Antonov-Ovseyenko. Sin embargo, enfermó de tuberculosis y del corazón y, tras varios meses de recuperación, abandonó Ucrania para trasladarse a Rusia, donde ocupó cargos administrativos políticos y militares durante los años siguientes, mientras continuaba la guerra civil.
En agosto de 1918, fue presidenta del Comité del Partido de la Gobernación de Penza. Comité del Partido durante la controversia que llevó a la emisión de la llamada Orden de ahorcamiento de Lenin. Posteriormente fue destinada al frente del Caspio-Cáucaso y, más tarde, a Astracán. En 1919, fue miembro del comité para la defensa de Lituania y Bielorrusia, y después actuó como comisaria política en la guerra contra General Denikin. Durante todo este período de guerra civil, se dice que dormía con un revólver bajo la almohada.
A partir de noviembre de 1919 fue tratada de tuberculosis y otras enfermedades relacionadas. Ocasionalmente ocupó cargos secundarios en el Comité Central de la Unión Panrusa de Trabajadores de la Tierra y los Bosques, el Comisariado del Pueblo para la Educación, la Comisión de la Unión Central y el Comisariado del Pueblo para la Alimentación para la prestación de ayuda a los hambrientos, y el Comisariado del Pueblo para la Inspección de Obreros y Campesinos, y escribió sus memorias. En 1920-22 presidió la Comisión Histórica Militar, pero a partir de 1922 quedó incapacitada por una grave enfermedad.
Bosch se unió a la Oposición de Izquierda en 1923. Criticó duramente al «grupo burocrático» que veía controlando el gobierno soviético. Era partidaria de León Trotsky y firmó la Declaración de los 46, la primera declaración oficial de la oposición a José Stalin.
Bosch cayó en desgracia con la dirección de José Stalin-Nikolái Bujarin. En 1924, sucumbió a la desesperación tras enterarse de que Trotsky había sido obligado a dimitir como líder del Ejército Rojo, así como a los dolores de su enfermedad cardíaca y tuberculosis; murió por suicidio de un disparo autoinfligido en enero de 1925.
Su suicidio fue respondido con un esfuerzo inmediato y deliberado por parte del gobierno soviético para suprimir el reconocimiento oficial de su condición de importante dirigente bolchevique. 

Los camaradas más rigurosos sostenían que el suicidio, por muy justificado que estuviera por una enfermedad incurable, seguía siendo un acto de indisciplina. Además, en este caso concreto, el suicidio era una prueba de las inclinaciones opositoras. No hubo funeral nacional, sino local; ni urna en el muro del Kremlin, sino un lugar acorde con su rango en la parcela reservada a los comunistas en el cementerio de Novo-Devichy. Cuarenta líneas de obituario en Pravda.

Sus memorias, Un año de lucha, se publicaron póstumamente en 1925.
Un gran puente colgante sobre el Dniéper en Kiev fue bautizado en honor de Bosch cuando se levantó en 1925. El puente Yevgeniya Bosch, que existió en Kiev desde 1925 hasta 1941, recibió su nombre. El puente fue construido por Evgeny Paton sobre la base de los restos del Puente de las Cadenas de Nicolás volado por las tropas polacas en retirada en 1920. El puente fue destruido durante la Segunda Guerra Mundial. En el emplazamiento del puente de Bosch se encuentra ahora el Puente del Metro.
Varios otros objetos importantes en Ucrania y otros lugares de la Unión Soviética recibieron su nombre, la mayoría de los cuales fueron renombrados después de 1991 y particularmente desde 2015, cuando los monumentos comunistas, los nombres de calles comunistas y otros topónimos fueron prohibidos en Ucrania bajo las leyes de descomunización.
Su hija Olha se casó con el revolucionario bolchevique Yuriy Kotsiubinski y dio a luz a Oleg Yúriyovich Kotsiubinski.